# Ritual

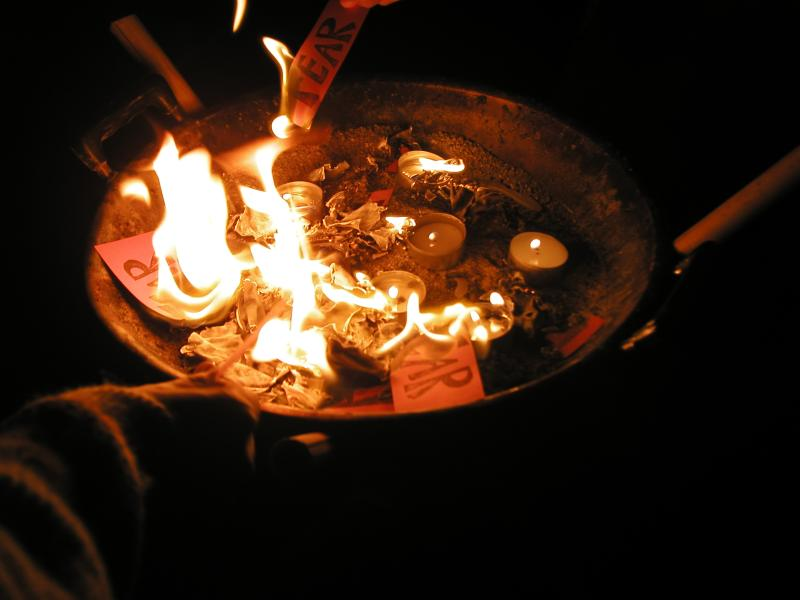
Ritual al qual la por es crema simbòlicament

Un ritual és el conjunt de ritus i fórmules que cal observar en un culte; agrupa una sèrie d'accions o pràctiques realitzades principalment pel seu valor simbòlic, establertes per una religió o per les tradicions d'una comunitat.
Els rituals es fan per diverses raons, com ara l'adoració d'un déu en el context d'un ritual religiós, o simplement per denominar una acció quotidiana que es repeteix des de fa molt de temps com, per exemple, obrir les finestres al matí després de llevar-se. Els rituals responen a una necessitat, en el cas dels religiosos, per demanar a un déu la millora en la collita o una cacera abundant, o responen a un costum en el cas dels ritus quotidians.
En psicologia el terme «ritual» de vegades es refereix a una acció o sèrie d'accions que una persona realitza en un context, ja que no tenen un altre propòsit o raó aparent. El terme pot referir-se especialment a comportaments compulsius de persones que pateixen el trastorn obsessiu-compulsiu.

## Etimologia
El terme prové del llatí ritus. En l'ús jurídic i religiós romà, ritus era la manera acceptada (mos maiorum) de fer alguna cosa, El concepte original de ritus pot estar relacionat amb el sànscrit ṛità (ordre visible) al vedisme, «l'ordre lícit i regular de l'estructura normal i, per tant, adequada, natural i veritable dels esdeveniments còsmics, mundans, humans i rituals».

## Característiques
Gairebé no hi ha límits al tipus d’accions que es poden incorporar a un ritual. En els ritus de societats passades i actuals, normalment hi intervenen gestos i paraules especials, la recitació de textos fixos, la interpretació de música, cant o balls especials, processons, la manipulació de certs objectes, l'ús de vestits especials, consum de menjar, beguda, o drogues especials i molt més.
La investigadora Catherine Bell argumentava que els rituals es poden caracteritzar pel formalisme, el tradicionalisme, la invariància, les normes de govern, el simbolisme i la funció sacra.

### Formalisme

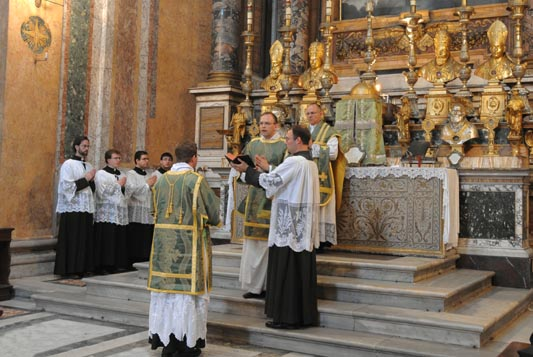
L'ús del llatí en la missa tridentina és un exemple d'un «codi restringit».

El ritual utilitza un conjunt d’expressions limitat i rígidament organitzat que els antropòlegs anomenen «codi restringit» (en oposició a un «codi elaborat» més obert). Maurice Bloch argumenta que el ritual obliga els participants a utilitzar aquest estil oratori formal, limitat en l’entonació, la sintaxi, el vocabulari, el volum sonor i fixesa en el seu ordre. En l'adopció d'aquest estil, el discurs ritual dels líders és més estil que contingut. Com que aquest discurs formal limita el que es pot dir, indueix a «acceptació, compliment o, si més no, tolerància pel que fa a qualsevol repte obert». Bloch argumenta que aquesta forma de comunicació ritual fa que la rebel·lió sigui impossible i que la revolució sigui l’única alternativa factible. El ritual sol donar suport a les formes tradicionals de jerarquia social i autoritat i manté els supòsits sobre els quals l’autoritat es basa en el repte.

### Tradicionalisme

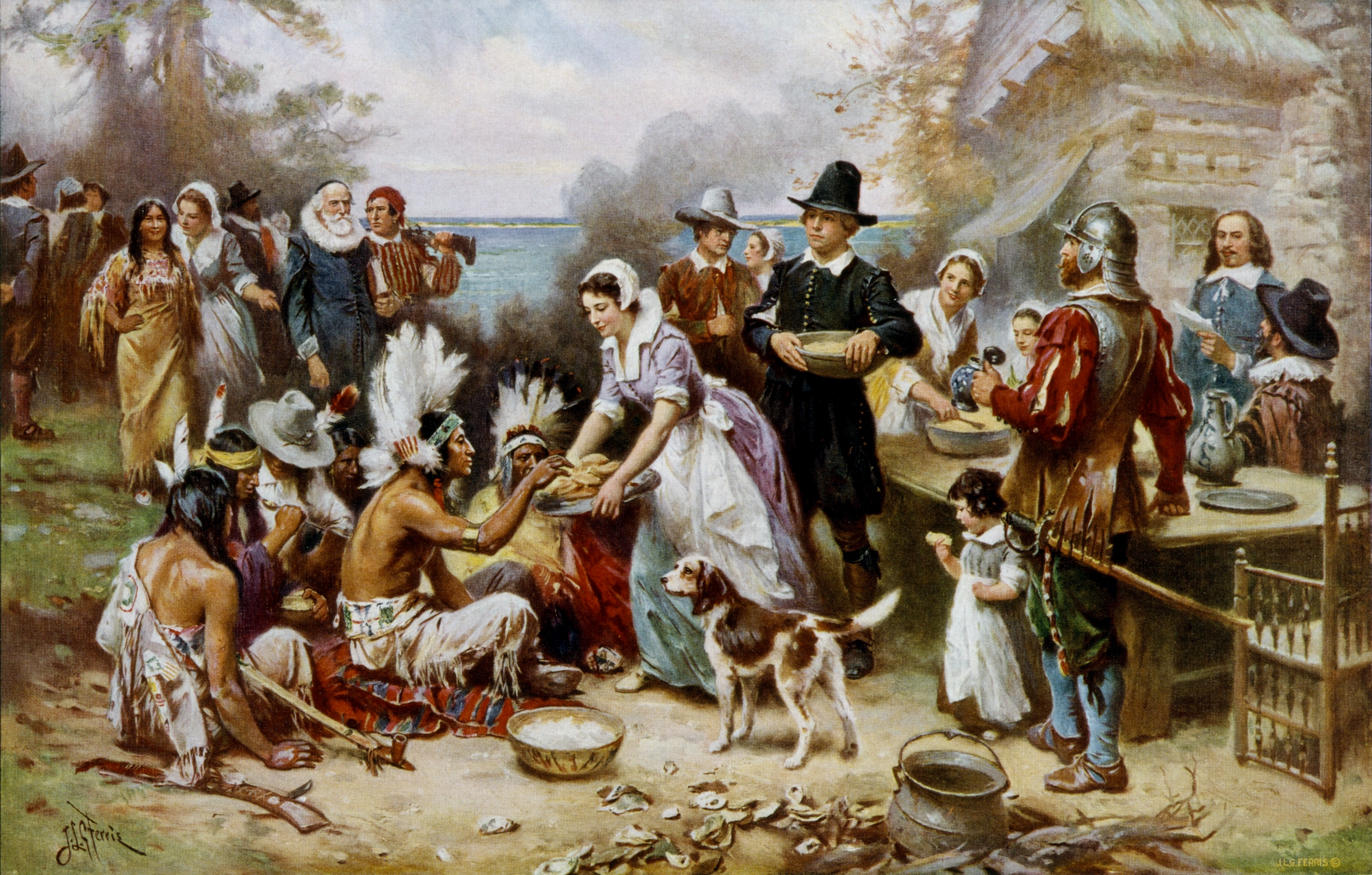
El primer dia d'acció de gràcies 1621, Oli sobre tela per Jean Leon Gerome Ferris (1863–1930). La pintura mostra idees errònies comunes sobre l’esdeveniment que persisteixen fins als temps moderns: els pelegrins no portaven aquests vestits i el wampanoag va vestit amb l’estil dels indis de les planures.

Els rituals apel·len a la tradició i generalment continuen repetint de manera acurada precedents històrics, ritu religiós, costums o cerimònies. El tradicionalisme es diferencia del formalisme, pel fet que el ritual pot no ser formal, tot i que recorre a la tendència històrica. N'és un exemple el sopar estatunidenc d’Acció de gràcies, que pot no ser formal, però es basa aparentment en un esdeveniment del primer assentament dels puritans a Amèrica. Els historiadors Eric Hobsbawm i Terrence Ranger han defensat que molts són «tradicions inventades», com ara els rituals de la monarquia britànica, que invoquen «una tradició de milers d'anys», però que en la forma real es va originar a finals del segle xix, fins a cert punt revivint formes anteriors, en aquest cas medievals, que s'havia deixat de banda mentrestant. Així, evocar la història és més important que una acurada transmissió històrica.

### Invariància
Catherine Bell afirmava que el ritual també és invariant, cosa que implica una coreografia acurada. Això és menys una crida al tradicionalisme que una lluita per la repetició atemporal. La clau de la invariància és la disciplina corporal, com en la pregària i la meditació monàstica destinades a modelar disposicions i estats d’ànim. Aquesta disciplina corporal la fan sovint grups de persones simultàniament.

### Normes de governança
Els rituals solen regir-se per normes, una característica semblant al formalisme. Les normes busquen controlar el caos del comportament, ja sigui definint els límits exteriors d'allò que és acceptable o coreografiant cada moviment. Els individus es mantenen fidels a costums homologats comunament que evoquen una autoritat comunitària legítima que pugui restringir els possibles resultats. Històricament, la guerra a la majoria de les societats ha estat lligada per restriccions molt ritualitzades que limiten els mitjans legítims amb què es va dur a terme la guerra.

### Simbolisme

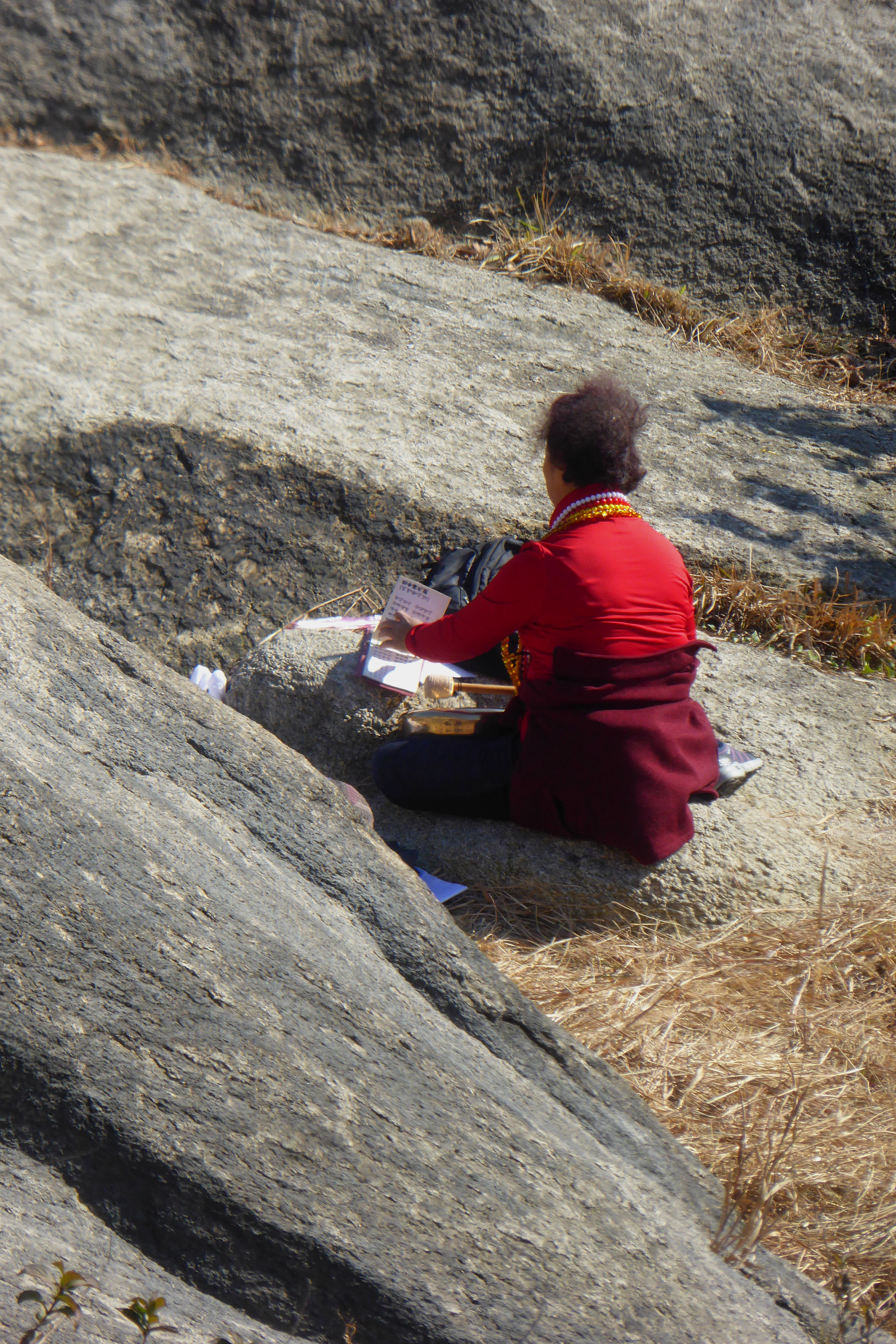
Ritual practicat a la muntanya d'Inwangsan, Seül.

Les activitats que invoquen éssers sobrenaturals es consideren fàcilment rituals, tot i que la invocació pot ser força indirecta, expressant només una creença generalitzada en l’existència del sagrat exigint una resposta humana. Les banderes nacionals, per exemple, es poden considerar més que signes que representen un país. La bandera significa símbols més grans com ara la llibertat, la democràcia, el sistema d'empresa lliure o la superioritat nacional. L'antropòleg Sherry Ortner escriu que la bandera
| « | does not encourage reflection on the logical relations among these ideas, nor on the logical consequences of them as they are played out in social actuality, over time and history. On the contrary, the flag encourages a sort of all-or-nothing allegiance to the whole package, best summed [by] 'Our flag, love it or leave.' | no fomenta la reflexió sobre les relacions lògiques entre aquestes idees, ni sobre les seves conseqüències lògiques, ja que es reprodueixen en l’actualitat social, al llarg del temps i de la història. Al contrari, la bandera estimula una mena de fidelitat de tot o res a tot el paquet, millor resumida [per] 'la nostra bandera, estima-la o marxeu.' | » |

Objectes particulars es converteixen en símbols sacres mitjançant un procés de consagració que crea efectivament el sagrat tot desvinculant-lo del profà. L'escoltisme i l'exèrcit de qualsevol país ensenyen les maneres oficials de plegar, saludar i aixecar la bandera, destacant així que la bandera no hauria de ser mai tractada només com una peça de tela.

### Funció del ritual
La funció del ritual crea un marc de tipus teatral al voltant de les activitats, símbols i esdeveniments que configuren l'experiència del participant i l'ordenació cognitiva del món, simplificant el caos de la vida i imposant un sistema més o menys coherent de categories de significat, com va dir Barbara Myerhoff, «no només veure és creure, fer és creure.»

## Teories antropològiques

### Funcionalisme
Els antropòlegs del segle xix es van preocupar per la qüestió bàsica de com es va originar la religió en la història humana. Al segle xx, les seves històries conjecturals van ser substituïdes per noves preocupacions al voltant de la qüestió de què van fer aquestes creences i pràctiques per a les societats, independentment del seu origen. En aquest punt de vista, la religió era universal i, tot i que el seu contingut podia variar enormement, complia determinades funcions bàsiques, com ara la provisió de solucions prescrites als problemes psicològics i socials humans bàsics, així com expressar els valors centrals d'una societat. Bronislaw Malinowski va utilitzar el concepte de funció per abordar qüestions de necessitats psicològiques individuals; A.R. Radcliffe-Brown, en canvi, va buscar la funció (propòsit) de la institució o costum per preservar o mantenir la societat en conjunt. Per tant, no estaven d'acord sobre la relació d'ansietat amb el ritual.

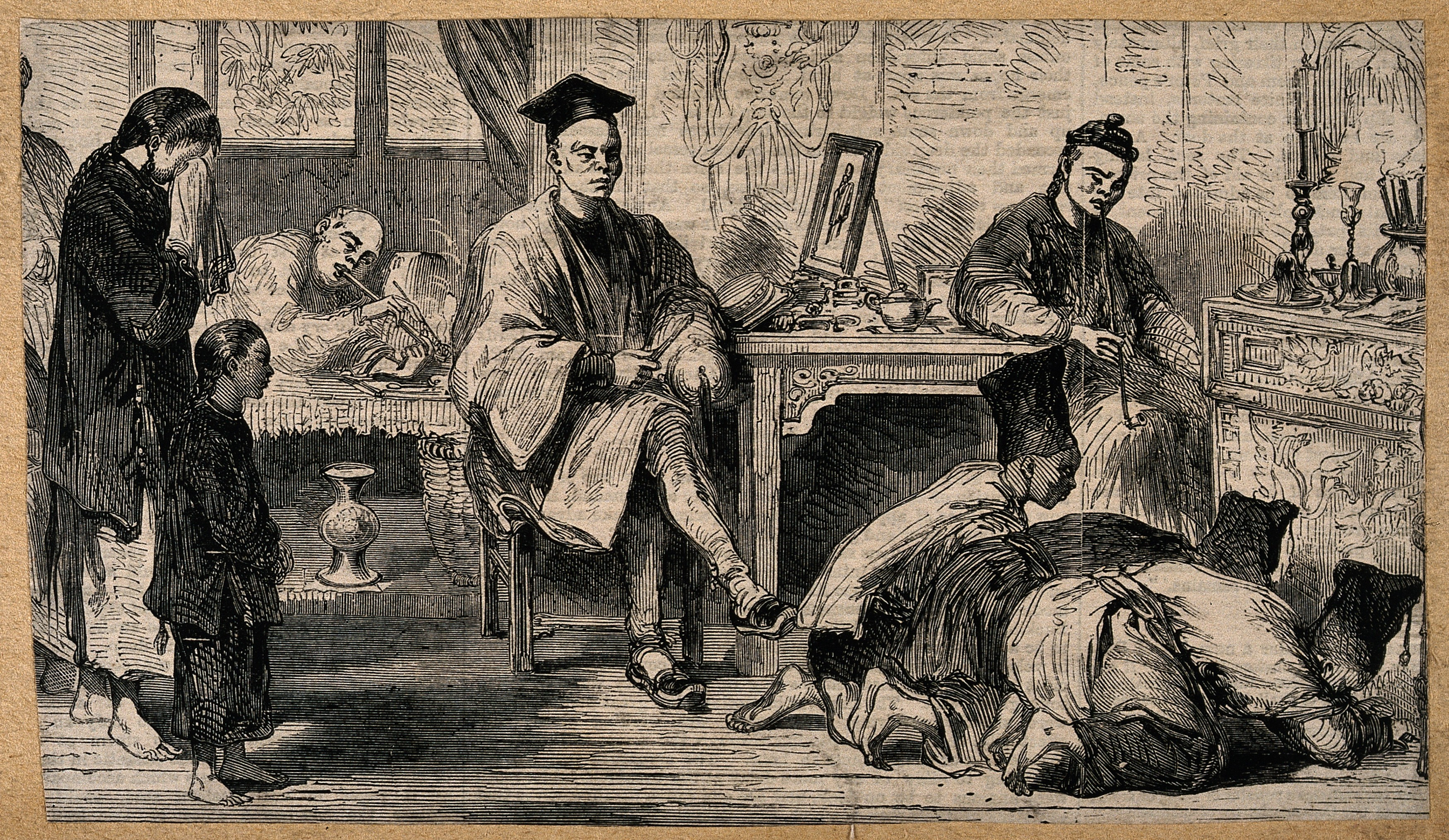
Kowtowing en un tribunal, la Xina, abans de 1889.

Malinowski va argumentar que el ritual era un mitjà no tècnic per abordar l'ansietat sobre activitats on els elements perillosos estaven fora del control tècnic: «la màgia és d'esperar i, en general, es trobarà cada vegada que l'home arriba a una bretxa insalvable, un hiat en el seu coneixement o en els seus poders de control pràctic i, tanmateix, hagi de continuar en la seva recerca». Radcliffe-Brown en contrast, veia el ritual com una expressió d'interès comú que representava simbòlicament una comunitat, i aquesta ansietat només es sentia si el ritual no es realitzava. George C. Homans va intentar resoldre aquestes teories oposades diferenciant entre «ansietats primàries» que senten les persones que no tenen les tècniques per assegurar els resultats, i «ansietat secundària (o desplaçada)» que senten aquells que no han realitzat els ritus destinats a alleujar l'ansietat primària correctament. Homans va argumentar que els rituals de purificació es poden dur a terme per dissipar l'ansietat secundària.
A.R. Radcliffe-Brown va argumentar que el ritual s'hauria de distingir de l'acció tècnica, considerant-lo com un esdeveniment estructurat: «els actes rituals es diferencien dels actes tècnics perquè tenen en tots els casos algun element expressiu o simbòlic». Edmund Leach, en canvi, veia l'acció ritual i tècnica menys com a tipus d'activitat estructural separada i més com un espectre: «Les accions es posen en lloc a escala contínua. En un extrem tenim accions que són totalment profanes, completament funcionals, tècnica pura i simple; a l'altre tenim accions totalment sagrades, estrictament estètiques, tècnicament no funcionals. Entre aquests dos extrems hi ha la gran majoria d'accions socials que participen en part d'un àmbit i en part de l'altre. Des d'aquest punt de vista la tècnica i el ritual, profà i sagrat, no denoten tipus d'acció sinó aspectes de gairebé qualsevol tipus d'acció».

### Estructuralisme
Claude Lévi-Strauss, l'antropòleg francès, considerava tota organització social i cultural com a sistemes simbòlics de comunicació modelats per l'estructura inherent del cervell humà. Per tant, va argumentar que els sistemes de símbols no són reflex de l'estructura social com creien els funcionalistes, sinó que s'imposen a les relacions socials per organitzar-les. Lévi-Strauss considerava així el mite i el ritual com a sistemes de símbols complementaris, un verbal i un altre no verbal. Lévi-Strauss no es va preocupar per desenvolupar una teoria del ritual (encara que va produir una anàlisi del mite en quatre volums), però va influir en els estudiosos posteriors del ritual com Mary Douglas i Edmund Leach.

### Estructura i anti-estructura
Victor Turner va combinar el model d'Arnold van Gennep de l'estructura dels ritus d'iniciació, i l'èmfasi funcionalista de Gluckman en la ritualització del conflicte social per mantenir l'equilibri social, amb un model més estructural de símbols en el ritual. En contra d'aquest èmfasi en les oposicions simbòliques estructurades dins d'un ritual va ser la seva exploració de la fase liminal dels ritus de pas, una fase en què apareix l'«antiestructura». En aquesta fase, estats oposats com el naixement i la mort poden estar englobats per un sol acte, objecte o frase. La naturalesa dinàmica dels símbols experimentats en el ritual proporciona una experiència personal convincent; el ritual és un «mecanisme que converteix periòdicament l'obligatori en desitjable».
Mary Douglas, una funcionalista britànica, va ampliar la teoria de Turner sobre l'estructura ritual i l'antiestructura amb el seu propi conjunt contrastat de termes «quadrícula» i «grup» al llibre Símbols naturals. Basant-se en l'enfocament estructuralista de Levi-Strauss, va veure el ritual com una comunicació simbòlica que limitava el comportament social. La quadrícula és una escala que fa referència al grau en què un sistema simbòlic és un marc de referència compartit. El grup fa referència al grau en què les persones estan lligades a una comunitat estretament unida. Quan es representen gràficament en dos eixos que s'intersequen, són possibles quatre quadrants: grup fort/quadrícula forta, grup fort/quadrícula feble, grup feble/quadrícula feble, grup feble/quadrícula forta. Douglas va argumentar que les societats amb un grup fort o una quadrícula forta estaven marcades per una activitat ritual més gran que les febles tant en grup com en quadrícula.

### Aproximacions simbòliques al ritual
Clifford Geertz també va ampliar l'enfocament simbòlic del ritual que va començar amb Victor Turner. Geertz va argumentar que els sistemes de símbols religiosos proporcionaven tant un «model de» realitat (que mostra com interpretar el món tal com és) com un «model per a» la realitat (que aclareix el seu estat ideal). El paper del ritual, segons Geertz, és reunir aquests dos aspectes, el «model de» i el «model per a»: «és en el ritual, és a dir, el comportament consagrat, on aquesta convicció que les concepcions religioses són verídiques i que les directives religioses són sòlides es genera d'alguna manera».
Antropòlegs simbòlics com Geertz van analitzar els rituals com a codis semblants al llenguatge per ser interpretats de manera independent com a sistemes culturals. Geertz va rebutjar els arguments funcionalistes que el ritual descriu l'ordre social, argumentant, en canvi, que el ritual configura activament aquest ordre social i imposa significat a l'experiència desordenada. També es diferenciava de l'èmfasi de Gluckman i Turner en l'acció ritual com a mitjà per resoldre la passió social, argumentant, en canvi, que simplement les mostrava.

### Com a forma de comunicació
Mentre que Victor Turner veia en els rituals el potencial per alliberar persones de les estructures vinculants de la seva vida a una anti-estructura o comunitats alliberadores, Maurice Bloch va argumentar que el ritual produïa la conformitat.
Maurice Bloch va argumentar que la comunicació ritual és inusual, ja que utilitza un vocabulari especial i restringit, un nombre reduït d’il·lustracions admissibles i una gramàtica restrictiva. Com a resultat, les declaracions rituals es fan molt previsibles, i l'altaveu es fa anònim perquè tenen poca opció en què dir. La sintaxi restrictiva redueix la capacitat de l'orador de fer arguments proposicionals i es queden, en canvi, amb declaracions que no es poden contradir com «Sí, vull [casar-me]» (I Do You Wed a l'original) en un casament. Aquest tipus de declaracions, conegudes com a enunciats performatius, impedeixen que els parlants facin arguments polítics mitjançant un argument lògic i siguin, en canvi, típics del que Weber va anomenar «autoritat tradicional».
El model de llenguatge ritual de Bloch nega la possibilitat de creativitat. Thomas Csordas, en canvi, analitza com es pot utilitzar el llenguatge ritual per innovar. Csordas analitza grups de rituals que comparteixen elements performatius («gèneres» del ritual amb una «poètica» compartida). Aquests rituals poden caure al llarg de l’espectre de la formalitat, amb alguns menys formals i restrictius que d'altres. Csordas argumenta que les innovacions es poden introduir en rituals menys formalitzats. A mesura que aquestes innovacions es fan més acceptades i estandarditzades, s’adopten lentament en rituals més formals. D’aquesta manera, fins i tot els rituals més formals són possibles vies d’expressió creativa.

### Com a programa disciplinari

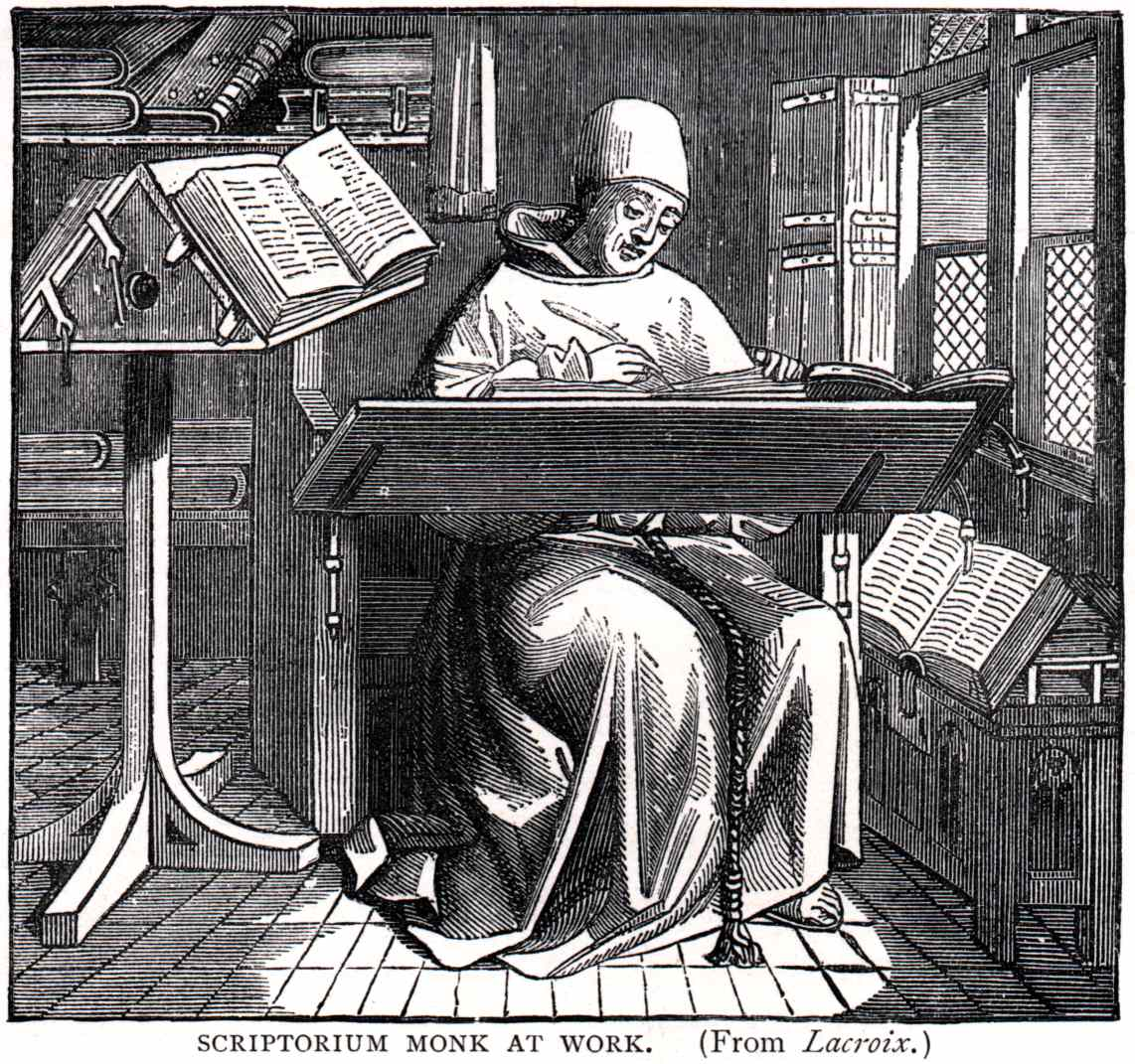
Els monjos van comparar el treball de transcripció de manuscrits amb «l'oració i el dejuni, un mitjà per corregir les seves passions desagradables»..

En la seva anàlisi històrica d'articles sobre ritual i ritu a l'Encyclopædia Britannica, Talal Asad va assenyalar que de 1771 a 1852, els breus articles sobre ritual el defineixen com un «llibre que dirigeix l'ordre i la forma a l'observació en la realització del servei diví» (és a dir, com a guió). A continuació, no hi ha articles sobre el tema fins al 1910, quan va aparèixer un nou i llarg article que redefineix el ritual com «…un tipus de comportament rutinari que simbolitza o expressa alguna cosa». Com a activitat simbòlica, ja no es limita a la religió, sinó que es distingeix de l’acció tècnica. El canvi de definicions de guió a comportament, que s’assembla a un text, es correspon amb una distinció semàntica entre ritual com a signe exterior (és a dir, símbol públic) i significat interior.
L'èmfasi ha canviat per establir el significat dels símbols públics i abandonar les preocupacions dels estats emocionals interiors, ja que Evans-Pritchard va escriure «aquests estats emocionals, si són presents, han de variar no només d'individu a individu, sinó també en el mateix individu en diferents ocasions i fins i tot en diferents punts del mateix ritu.» Asad, en canvi, destaca el comportament i els estats emocionals interiors; s'han de realitzar els rituals i dominar aquestes actuacions és una habilitat que requereix una acció disciplinada.
| «                     | (anglès) In other words, apt performance involves not symbols to be interpreted but abilities to be acquired according to rules that are sanctioned by those in authority: it presupposes no obscure meanings, but rather the formation of physical and linguistic skills. | (català) En altres paraules, el rendiment apte implica que no s’interpretin símbols, sinó que s’adquireixen les habilitats segons les regles que són sancionades per les autoritats: no pressuposa significats obscurs, sinó la formació d’habilitats físiques i lingüístiques. | » |
| — (Asad, 1993, p. 62) | | |   |

Basant-se en l’exemple de la vida monàstica medieval a Europa, assenyala que el ritual en aquest cas fa referència al seu significat original del «…llibre que dirigeix l’ordre i la manera d’observar en la realització del servei diví». Aquest llibre «va prescriure pràctiques, ja tinguessin a veure amb les maneres adequades de menjar, dormir, treballar i resar o amb disposicions morals adequades i aptituds espirituals, destinades a desenvolupar virtuts que es posin al servei de Déu.» En altres paraules, els monjos van ser disciplinats en el sentit Foucauldià. El punt de la disciplina monàstica era aprendre habilitats i emocions adequades. Asad contrasta el seu enfocament en concloure:
| «                     | (anglès) Symbols call for interpretation, and even as interpretive criteria are extended so interpretations can be multiplied. Disciplinary practices, on the other hand, cannot be varied so easily, because learning to develop moral capabilities is not the same thing as learning to invent representations. | (català) Els símbols demanen interpretació i, fins i tot, com a criteris interpretatius s’amplien de manera que es poden multiplicar les interpretacions. Les pràctiques disciplinàries, d’altra banda, no poden variar tan fàcilment, perquè aprendre a desenvolupar capacitats morals no és el mateix que aprendre a inventar representacions. | » |
| — (Asad, 1993, p. 79) | | |   |

### Com a forma de solidaritat social
L’observació etnogràfica mostra que el ritual pot crear solidaritat social. Douglas Foley va anar a North Town, Texas, entre 1973 i 1974 per estudiar la cultura pública de secundària. Va utilitzar entrevistes, observació dels participants i xerrades desestructurades per estudiar la tensió racial i la cultura capitalista en la seva etnografia Learning Capitalist Culture. Foley es refereix a jocs de futbol i llums de divendres a la nit com a ritual comunitari. Aquest ritual va unir l'escola i va crear un sentiment de solidaritat i de comunitat setmanal. Foley va veure el judici i la segregació basats en classe, estat social, riquesa i gènere. Va descriure les llums de divendres a la nit com un ritual que supera aquestes diferències: «L'altre costat del futbol, més amable i més social va ser, per descomptat, l'èmfasi en la camaraderia, la lleialtat, l'amistat entre els jugadors i el treball en equip».

### Com a mesura metodològica de la religiositat
Segons el sociòleg Mervin F. Verbit, el ritual es pot entendre com un dels components clau de la religiositat. I el ritual en si es pot desglossar en quatre dimensions; contingut, freqüència, intensitat i centralitat. El contingut d’un ritual pot variar del ritual al ritual, com també la freqüència de la seva pràctica, la intensitat del ritual (quant d’impacte té sobre el practicant) i la centralitat del ritual (en aquesta tradició religiosa).
En aquest sentit, el ritual és similar a la «pràctica» de Charles Glock de la religiositat.